# Pont ferroviaire de Stany
Le pont ferroviaire de Stany est un ancien pont ferroviaire sur l’Oder situé dans le village de Stany (commune de Nowa Sól) dans la voïvodie de Lubusz sur la ligne de chemin de fer désaffectée Wolsztyn - Nowa Sól - Żagań. Actuellement, il est utilisé pour la circulation des vélos et des piétons.

## Histoire et construction
Le pont est à voie unique avec des travées en treillis d'acier de 642 m de long et une travée de courant de 100,01 m de long.
Le pont a été construit en 1908 par la société Beuchelt de Grünberg (Zielona Góra). Aux deux extrémités du pont, il y a deux ensembles de tours de guet en brique sur les piliers - des blockhaus en forme de tours néo-gothiques. Les bâtiments de deux étages des tours de guet, situés des deux côtés de la piste, étaient reliés par des poternes de 12 mètres de long et avaient leurs propres prises d'eau (puits). Le 3 février 1945, la travée médiane du pont a été détruite par les troupes allemandes en retraite. Après la guerre, le pont a été reconstruit en 1955. La partie aérienne des tours de guet du côté est du pont a été démolie.
Le pont a fonctionné jusqu'au milieu des années 1990 pour le trafic ferroviaire. La liaison ferroviaire entre Wolsztyn et Nowa Sól a été rompue lors de l'inondation de 1997 à la suite de la destruction de la voie par l'eau à proximité du village de Bobrowniki. Inutilisé pendant plus de 20 ans, il est tombé en ruine.
Depuis l'automne 2019, le pont est emprunté par une véloroute de près de 50 kilomètres traversant le district de Nowa Sól suivant la ligne de chemin de fer désaffectée n° 371 (pl) Wolsztyn (pl) - Żagań (pl), construite dans le cadre du projet « Kolej na Rower »,.